# Les Guelfes
Ne doit pas être confondu avec Guelfes et gibelins.
Les Guelfes, op. 70, est un opéra du compositeur français Benjamin Godard sur un livret de l'écrivain français Louis Gallet créé à titre posthume en 1902 à Rouen. L'histoire s'inspire de la confrontation politique entre les guelfes et les guibelins, qui eut lieu durant le trecento en Italie.

## Historique
La partition est composée entre 1879 et 1880. Cet opéra est composé deux ans avant son autre ouvrage sur le thème du poète italien, Dante, créé en 1890 à Paris. Benjamin Godard rencontre de nombreuses difficultés pour faire jouer son opéra en France, si bien qu'il le propose aux directeurs de l'opéra de La Monnaie à Bruxelles. Ceux-ci comptent le produire pour l'année 1886 mais le détenteur des droits de la partition, l'éditeur Léon Grus, s'y oppose, prétextant que l'accord signé avec les auteurs impliquait que la première de l'opéra devait se tenir sur une scène parisienne. D'autres projets furent cependant prévus, notamment à l'Opéra Comique à Paris en 1890, mais ils ne purent finalement se faire.
Une courte version de concert eut lieu en 1883, où certains passages de l'ouvrage furent joué, ce qui fit connaître la musique au public. Celui-ci l'apprécia tout de suite et la critique prédit un fort succès si l'opéra fut porté sur scène.
L'opéra est créé après la mort du compositeur le 17 janvier 1902 à Rouen au Théâtre des Arts. On y retrouve les sopranos Aline Duval-Melchissédec et Renée Doria, le ténor Maurice Dutreix ainsi que le baryton François Mézy. L'ouvrage y rencontre effectivement un grand succès, en particulier la musique, malgré un livret jugé assez faible. La partition est à l'époque appréciée pour ses qualités d'orchestration, bien que jugée un peu trop « mystique ».
L'ouvrage, malgré un bon succès, ne parvient cependant pas à s'inscrire au répertoire de l'opéra. La partition est publiée en 1898 par Léon Grus.

## Description
Les Guelfes est un grand opéra romantique en cinq actes. L'ouvrage est le premier du genre qu'écrit le compositeur Benjamin Godard et le livret est un poème de Louis Gallet. L'histoire se base sur un épisode du conflit des guelfes et des guibelins, impliquant le poète Dante Alighieri, qui prit part au conflit.

### Rôles
| Rôle                                | Voix | Créateurs |
| ----------------------------------- | ---- | --------- |
| Manfield, roi de Sicile             |      |           |
| Le Prince Henri, son fils           |      |           |
| Salembeni, chef des Gibelins        |      |           |
| Jeanne Torriani                     |      |           |
| Fieramosca                          |      |           |
| Le Comte de Maletta, grand-camérier |      |           |
| Hélène Comnène, femme de Manfield   |      |           |
| Le Comte Guido Novello              |      |           |

### Résumé
L'action se passe à Sienne en 1258.
Le roi de Sicile, Manfield, promet de marier son fils Henri à la fille du chef des Gibelins Salembini. Seulement, le prince aime une autre femme, Jeanne Torriani. Il finit par l'enlever pour l'avoir, en dépit du désespoir de sa mère la reine. Manfield et les Gibelins font rechercher la jeune femme enlevée et réussit à la retrouver dans une fête de village. Henri cherche à s'en venger et s'allie aux ennemis des Gibelins, les Guelfes. Il est fait prisonnier par son propre père et est condamné à mort avec Jeanne. Cette dernière supplie le roi d'être la seule à être tuée et de pardonner à Henri. Le roi accepte et libère son fils. Jeanne, pensant à tort que sa vie sera prise contre celle du prince, avale du poison et meurt dans les bras de celui-ci. Le prince, terrassé, se retire dans un monastère jusqu'à la fin de ses jours.

## Enregistrements
- L'ouvreture sur GODARD, Dutton Lab, 2012, 1 CD. Dirigé par Martin Yates, avec le Royal Scottish National Orchestra[6].
- Un air sur Visions, Alpha, 2017. Avec la soprano française Véronique Gens, dirigé par Hervé Niquet[7].